# Quận Hodgeman, Kansas
Quận Hodgeman là một quận thuộc tiểu bang Kansas, Hoa Kỳ.
Quận này được đặt tên theo. Theo điều tra dân số của Cục điều tra dân số Hoa Kỳ năm 2000, quận có dân số 2071 người. Quận lỵ đóng ở Jetmore.6

## Thông tin nhân khẩu
Theo điều tra dân số Mỹ vào năm 2000, [4] đã có 2.085 người, 796 hộ gia đình, và 581 gia đình sống trong quận hạt. Mật độ dân số là 2 người trên một dặm vuông (1/km ²). Có 945 đơn vị nhà ở mật độ trung bình của 1 trên một dặm vuông (0/km ²). Cơ cấu chủng tộc dân cư quận có 97,31% người da trắng, 0.91% da đen hay Mỹ gốc Phi, 0,24% người Mỹ bản xứ, 0,48% từ các chủng tộc khác, và 1,06% từ hai hoặc nhiều chủng tộc. Hispanic hay Latino thuộc một chủng tộc nào được 2,69% dân số.

Quận có tổng cộng 796 hộ, trong đó 34,70% có trẻ em dưới 18 tuổi sống chung với họ, 65,10% là đôi vợ chồng sống với nhau, 4,40% có một chủ hộ nữ và không có chồng, và 27,00% là các gia đình không. 24,70% hộ gia đình đã được tạo ra từ các cá nhân và 14,20% có người sống một mình 65 tuổi hoặc lớn tuổi hơn là người. Cỡ hộ trung bình là 2,58 và cỡ gia đình trung bình là 3.09.
Trong quận, cơ cấu độ tuổi dân cư với 29,00% dưới độ tuổi 18, 4,70% 18-24, 25,20% 25-44, 22,10% từ 45 đến 64, và 19,00% từ 65 tuổi trở lên người. Độ tuổi trung bình là 40 năm. Đối với mỗi 100 nữ có 97,30 nam giới. Đối với mỗi 100 nữ 18 tuổi trở lên, đã có 96,90 nam giới.
Thu nhập trung bình cho một hộ gia đình trong quận đã được 35.994 USD, và thu nhập trung bình cho một gia đình là 39.358 USD. Phái nam có thu nhập trung bình 27.568 USD so với 21.534 USD đối với phái nữ. Thu nhập bình quân đầu người đạt 15.599 USD. Giới 10,70% gia đình và 11,50% dân số sống dưới mức nghèo khổ, bao gồm 11,90% những người dưới 18 tuổi và 7,70% của những người 65 tuổi hoặc hơn.